# Teodor Glensk

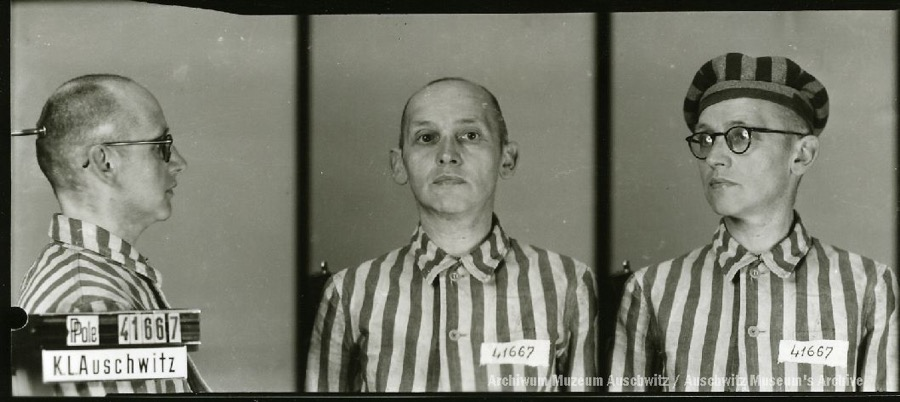
Zdjęcie Teodora Glenska ze zbiorów Państwowego Muzeum Auschwitz-Birkenau.

Teodor Glensk, ps. „Teodor Stefański”, (6 listopada 1901, Tarnów Opolski [niem. Tarnau] - 22 czerwca 1942, KL Auschwitz), - śląski prawnik, działacz społeczny i polityczny orientacji narodowo-katolickiej, powstaniec śląski, członek ruchu oporu podczas II Wojny Światowej. Syn Piotra, kowala, i Pauliny z d. Joniec (Jonientz).

## Młodość, edukacja i wczesna działalność patriotyczna
Od najmłodszych lat kluczową rolę w kształtowaniu patriotycznych postaw młodego Teodora odegrał ksiądz Czesław Klimas, proboszcz miejscowej parafii w Tarnowie Opolskim i polski działacz narodowy. Za namową ks. Klimasa rodzice posłali go do gimnazjum w Opolu. Z powodu prześladowań na tle narodowym przeniósł się do gimnazjum w Nysie, a ostatecznie uzyskał polską maturę w renomowanym Gimnazjum Marcinkowskiego w Poznaniu.
W latach 1920–1921, wraz z bratem Józefem, należał do Polskiej Organizacji Wojskowej Górnego Śląska. W maju 1921 roku wziął czynny udział w III powstaniu śląskim. Po powrocie do rodzinnej miejscowości Glensk został aresztowany przez władze niemieckie, jednak odzyskał wolność dzięki interwencji ks. Klimasa. Następnie wyemigrował do Lublińca, znajdującego się w granicach II Rzeczypospolitej, gdzie współpracował z ks. dziekanem Dwucentem, organizując młodzież w stowarzyszenia katolickie.
W 1922 roku rozpoczął studia na Wydziale Prawno-Ekonomicznym Uniwersytetu Poznańskiego, które ukończył w 1927 roku, uzyskując doktorat obojga praw (prawa i ekonomii).

## Aktywność Akademicka i Polityczna w Poznaniu
Podczas studiów Glensk aktywnie włączył się w życie akademickie i polityczne. W 1922 roku wstąpił do Polskiej Korporacji Akademickiej „Silesia”, grupującej studentów-Górnoślązaków, której prezesem był w latach 1924–1925. W latach 1925–1927 pełnił przez dwie kadencje funkcję prezesa Bratniej Pomocy Uniwersytetu Poznańskiego, największej samopomocowej organizacji akademickiej, która jako jedynego wyróżniła go członkostwem honorowym. W maju 1926 roku, w odpowiedzi na przewrót majowy Józefa Piłsudskiego, stanął na czele Poznańskiego Komitetu Akademickiego, skupiającego studentów poznańskich uczelni. Zorganizował wiec młodzieży akademickiej, przemawiając do czterotysięcznego tłumu, i zainicjował tworzenie Legionu Akademickiego, liczącego 1500 ochotników gotowych iść na odsiecz wojskom wiernym rządowi. Pełnił także funkcje prezesa Poznańskiego Komitetu Międzyuczelnianego oraz członka wydziału zagranicznego Naczelnego Komitetu Akademickiego. Za swoją działalność został odznaczony Złotą Odznaką Związku Polskich Korporacji Akademickich i uhonorowany Kawalerem Dyplomu Zasługi.
Politycznie związał się z ruchem narodowym. Jeszcze w okresie gimnazjalnym należał do Związku Młodzieży Polskiej „Zet”, następnie przeszedł do Związku Akademickiego Młodzież Wszechpolska, gdzie miał należeć do tajnego kierownictwa w Poznaniu. Od grudnia 1926 roku organizował struktury Obozu Wielkiej Polski (OWP) w środowisku akademickim.

## Działalność na Górnym Śląsku w Okresie Międzywojennym
Po ukończeniu studiów, w latach 1927/1928, Glensk powrócił na Górny Śląsk. W Katowicach pracował jako asesor i adwokat. W 1931 roku pełnił funkcję notariusza Sądu Apelacyjnego w Katowicach na obwód w Tarnowskich Górach, a w 1933 roku został dyrektorem Biura Sejmu Śląskiego, którą to prestiżową funkcję pełnił aż do wybuchu II wojny światowej w 1939 roku, stając się jednym z najbardziej wpływowych Polaków na Śląsku. Często występował publicznie u boku Wojciecha Korfantego, przemawiając na wiecach i budując poparcie dla sprawy polskiej.
Kontynuował działalność w ruchu narodowym, należąc do Stronnictwa Narodowego (SN). Po delegalizacji śląskich struktur SN w lutym 1936 roku, zaangażował się w tworzenie Obozu Wszechpolskiego (OW), będącego zakamuflowaną strukturą SN. Wszedł do Zarządu Powiatowego OW w Katowicach jako referent organizacyjny i kierował wzorcową placówką OW w Szopienicach, liczącą 25 członków, działając pod pseudonimem „Teodor Stefański” ze względu na zajmowane stanowisko państwowe. Aktywnie wygłaszał referaty polityczne, piętnując zagrożenie komunistyczne i niemieckie, oraz organizował wiece.
Równocześnie Teodor Glensk poświęcił się działalności w Akcji Katolickiej. Współpracował m.in. z biskupem diecezjalnym diecezji katowickiej Stanisławem Adamskim i ks. Bolesławem Kominkiem. 1 lutego 1934 roku został powołany na stanowisko sekretarza Diecezjalnego Instytutu Akcji Katolickiej, a w tym samym okresie został pierwszym prezesem Katolickiego Stowarzyszenia Młodzieży Męskiej (KSMM), którego kadencję przedłużono w 1937 roku. Przyczynił się do tworzenia ośrodków wychowawczych dla dzieci i młodzieży, osobiście prowadząc taki ośrodek w Szopienicach. Wygłaszał liczne odczyty, piętnując komunizm, bezbożnictwo i masonerię. Należał również do Sodalicji Mariańskiej, pełnił funkcję prezesa Stowarzyszenia Aplikantów RP oddział w Katowicach i był członkiem Towarzystwa Przyjaciół Nauk na Śląsku.
W sierpniu 1939 roku został powołany na przewodniczącego niejawnego Centralnego Komitetu Obywatelskiego Województwa Śląskiego.

## Życie Rodzinne
W 1931 roku Teodor Glensk ożenił się z Marią Mieczysławą Stefańską (ur. 13 sierpnia 1908). Para doczekała się trójki dzieci: Włodzimierza (ur. 15 lutego 1934), Teresy (ur. 12 października 1937) i Wojciecha (ur. 13 listopada 1941). Jego bratem był dr Józef Glensk OFM (imię zakonne Innocenty), profesor teologii, a bratankiem prof. dr hab. Joachim Glensk, literaturoznawca.

## II Wojna Światowa, Działalność Konspiracyjna i Aresztowanie
Po wybuchu II wojny światowej i wkroczeniu Niemców na Śląsk, Glensk, jako powstaniec śląski i znany działacz narodowo-katolicki, był poszukiwany przez Gestapo. Musiał uciekać z Katowic wraz z rodziną do Warszawy. W stolicy, pod pseudonimem Teodor Stefański, dołączył do Śląskiej Okręgowej Delegatury Rządu, będącej częścią Delegatury Rządu RP na Uchodźstwie w Londynie, gdzie pełnił funkcję zastępcy delegata Ignacego Sikory („Gliwickiego”). Jego mieszkanie przy ulicy Złotej 73 (w niektórych źródłach Złotej 27) stało się główną siedzibą spotkań konspiracyjnej „grupy śląskiej”, w skład której wchodzili m.in. August Bańczyk, ks. Joachim Lichy, Teofil Golus czy Karol Kiszą. Adres Glenska stanowił punkt kontaktowy znany w Londynie.
W nocy z 27 na 28 grudnia 1941 roku, w ramach operacji „Jacket”, doszło do zrzutu cichociemnych, którzy omyłkowo wylądowali na terytorium III Rzeszy. W walce z niemiecką strażą graniczną zginęli por. Marian Jurecki „Orawa” i kpt. Andrzej Świątkowski „Amurat”. Prawdopodobnie u jednego z nich znaleziono kartkę z zapisanym adresem Glenska. 31 grudnia 1941 roku Niemcy urządzili w jego mieszkaniu „kocioł”. Cała rodzina – Teodor, jego żona Maria oraz troje dzieci (Włodzimierz, Teresa i siedmiotygodniowy wówczas Wojciech) – została aresztowana i osadzona na Pawiaku. Dzięki wstawiennictwu dobrze usytuowanego Niemca oraz skutecznemu tłumaczeniu się przed komendantem, Maria z dziećmi została zwolniona 31 stycznia 1942 roku, a Teodor niedługo potem.
Wkrótce potem, po wpadce kolejnego cichociemnego, który również miał przy sobie adres Glenska, Teodor został ponownie aresztowany. Tym razem Niemcy nie okazali litości. Mimo brutalnych tortur podczas śledztwa, nikogo nie wydał.

## Śmierć w Auschwitz i Dziedzictwo
W połowie czerwca 1942 roku (według niektórych źródeł 25 czerwca) Teodor Glensk został zesłany do obozu koncentracyjnego Auschwitz, gdzie zarejestrowano go pod numerem 41667. Z osobistego rozkazu Heinricha Himmlera miał zostać rozstrzelany. Egzekucja odbyła się 22 sierpnia 1942 roku o godzinie 17:00. Jego ciało zostało spalone w krematorium.

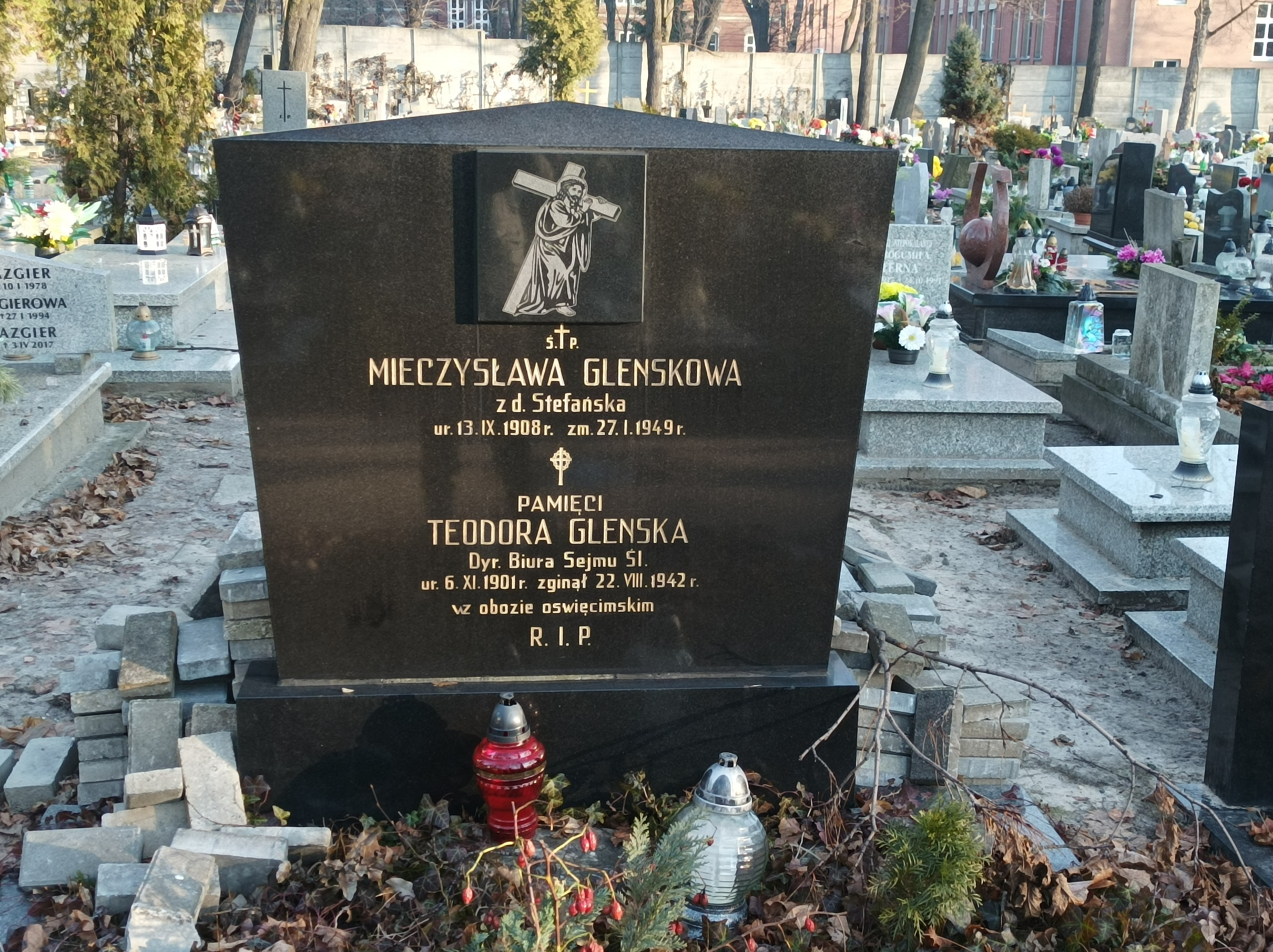
Grób symboliczny Teodora Glenska na cmentarzu katolickim przy ul. Francuskiej w Katowicach